# Denkowa-Stawiski Cup
Denkowa-Stawiski Cup – międzynarodowe zawody w łyżwiarstwie figurowym w kategorii seniorów, juniorów i juniorów młodszych (kat. Novice) rozgrywane w Bułgarii od 2012 r. Zawody odbywają się w Sofii. W jego trakcie rozgrywane są zawody w jeździe indywidualnej kobiet i mężczyzn oraz par sportowych i tanecznych, choć nie zawsze rozgrywane są wszystkie konkurencje. W sezonie 2015/16 rozgrywki w kategorii seniorów wchodziły w cykl zawodów Challenger Series organizowanych przez Międzynarodową Unię Łyżwiarską. Zawody zostały nazwane po bułgarskiej parze tanecznej – Ałbenie Denkowej i Maksimie Stawiskim.

## Medaliści w kategorii seniorów
CS: Challenger Series

### Soliści
| Rok                                                    | Złoto            | Srebro             | Brąz                | Wyniki |
| ------------------------------------------------------ | ---------------- | ------------------ | ------------------- | ------ |
| 2012                                                   | Misza Ge         | Maurizio Zandron   | Manol Atanassov     | [ 1 ]  |
| 2013                                                   | Misza Ge         | Chafik Besseghier  | Pierre Noel-Antoine | [ 2 ]  |
| 2014                                                   | Matteo Rizzo     | Justus Strid       | Adrien Bannister    | [ 3 ]  |
| 2015 CS                                                | Misza Ge         | Julian Zhi Jie Yee | Matteo Rizzo        | [ 4 ]  |
| 2016                                                   | Maurizio Zandron | Graham Newberry    | Dario Betti         | [ 5 ]  |
| 2017                                                   | Kevin Aymoz      | Basar Oktar        | Burak Demirboga     | [ 6 ]  |
| 2018                                                   | Matteo Rizzo     | Niki-Leo Obreikov  | Sondre Oddvoll Bøe  |        |
| 2019                                                   | Maurizio Zandron | Graham Newberry    | Mattia Dalla Torre  |        |
| Zawody odwołano z powodu pandemii COVID-19 w 2020 roku |                  |                    |                     |        |
| Zawody nie odbyły się w 2021 roku                      |                  |                    |                     |        |
| 2022                                                   | Burak Demirboğa  | Başar Oktar        | Dias Jirenbajew     |        |

### Solistki
| Rok                                                    | Złoto              | Srebro                  | Brąz               | Wyniki |
| ------------------------------------------------------ | ------------------ | ----------------------- | ------------------ | ------ |
| 2012                                                   | Valentina Marchei  | Francesca Rio           | Roberta Rodeghiero | [ 7 ]  |
| 2013                                                   | Roberta Rodeghiero | Joshi Helgesson         | Francesca Rio      | [ 8 ]  |
| 2014                                                   | Pernille Sorensen  | Fleur Maxwell           | Micol Cristini     | [ 9 ]  |
| 2015 CS                                                | Isabelle Olsson    | Angelīna Kučvaļska      | Anne Line Gjersem  | [ 10 ] |
| 2016                                                   | Natalie Klotz      | Kristen Spours          | Anna Litvinenko    | [ 11 ] |
| 2017                                                   | Micol Cristini     | Lea Serna               | Natasha McKay      | [ 12 ] |
| 2018                                                   | Alеksandra Fеjgin  | Lucrezia Gennaro        | Sara Conti         |        |
| 2019                                                   | Alеksandra Fеjgin  | Natasha McKay           | Chenny Paolucci    |        |
| Zawody odwołano z powodu pandemii COVID-19 w 2020 roku |                    |                         |                    |        |
| Zawody nie odbyły się w 2021 roku                      |                    |                         |                    |        |
| 2022                                                   | Alеksandra Fеjgin  | Mia Caroline Risa Gomez | Elena Agostinelli  |        |

### Pary sportowe
| Rok                                                  | Złoto                         | Srebro          | Brąz            | Wyniki |
| ---------------------------------------------------- | ----------------------------- | --------------- | --------------- | ------ |
| Konkurencja nie została rozegrana w 2012 roku        |                               |                 |                 |        |
| 2013                                                 | Vanessa James / Morgan Cipres | brak zawodników | brak zawodników | [ 13 ] |
| Konkurencja nie została rozegrana w latach 2014–2022 |                               |                 |                 |        |

### Pary taneczne
| Rok                                                  | Złoto                        | Srebro                              | Brąz                                     | Wyniki |
| ---------------------------------------------------- | ---------------------------- | ----------------------------------- | ---------------------------------------- | ------ |
| Konkurencja nie została rozegrana w latach 2012–2014 |                              |                                     |                                          |        |
| 2015 CS                                              | Alisa Agafonova / Alper Uçar | Wiktoryja Kawalowa / Jurij Bielajew | Liudmiła Sośnicka / Pawieł Gołowisznikow | [ 14 ] |
| Konkurencja nie została rozegrana w latach 2016–2022 |                              |                                     |                                          |        |

## Medaliści w kategorii juniorów

### Soliści (J)
| Rok  | Złoto               | Srebro                | Brąz              | Wyniki |
| ---- | ------------------- | --------------------- | ----------------- | ------ |
| 2012 | Ivo Gatovski        | Bryan Christopher Tan | Oguzhan Selimoglu | [ 15 ] |
| 2013 | Deniss Vasiljevs    | Aleksiej Krasnożon    | Matteo Rizzo      | [ 16 ] |
| 2014 | Marco Bozzuto       | Mihaił Medunitsa      | Ivo Gatovski      | [ 17 ] |
| 2015 | Leonid Swiridienko  | Marko Bozzuto         | Başar Oktar       | [ 18 ] |
| 2016 | Gabriele Frangipani | Başar Oktar           | Nikola Zlatanov   | [ 19 ] |
| 2017 | Samuel Mcallister   | Tom Bouvard           | Vasil Dimitrov    | [ 20 ] |

### Solistki (J)
| Rok  | Złoto                | Srebro                      | Brąz                | Wyniki |
| ---- | -------------------- | --------------------------- | ------------------- | ------ |
| 2012 | Anna Afonkina        | Melisa Sema Atik            | Sandra Ristivojevic | [ 15 ] |
| 2013 | Jekatierina Wysotina | Bogdana Łukaszewicz         | Micol Cristini      | [ 16 ] |
| 2014 | Rebecca Ghilardi     | Zeynep Dilruba Sanoglu      | Teodora Markowa     | [ 17 ] |
| 2015 | Alisa Łozko          | Lea Dastich                 | Pauline Wanner      | [ 18 ] |
| 2016 | Ałеksandra Fеjgin    | Ceciliane Mei Ling Hartmann | Ilayda Bayar        | [ 19 ] |
| 2017 | Ałеksandra Fеjgin    | Olga Mikutina               | Sofia Sula          | [ 20 ] |

### Pary sportowe (J)
| Rok                                              | Złoto                                   | Srebro                                  | Brąz                                    | Wyniki                                  |
| nie rozegrano tej konkurencji w 2012 r.          | nie rozegrano tej konkurencji w 2012 r. | nie rozegrano tej konkurencji w 2012 r. | nie rozegrano tej konkurencji w 2012 r. | nie rozegrano tej konkurencji w 2012 r. |
| ------------------------------------------------ | --------------------------------------- | --------------------------------------- | --------------------------------------- | --------------------------------------- |
| 2013                                             | Bianca Manacorda / Niccolò Macii        | Marin Ono / Hon Lam To                  | brak zawodników                         | [ 16 ]                                  |
| nie rozegrano tej konkurencji w latach 2014–2017 |                                         |                                         |                                         |                                         |

### Pary taneczne (J)
| Rok                                              | Złoto                                            | Srebro                                           | Brąz                                             | Wyniki                                           |
| nie rozegrano tej konkurencji w latach 2012–2014 | nie rozegrano tej konkurencji w latach 2012–2014 | nie rozegrano tej konkurencji w latach 2012–2014 | nie rozegrano tej konkurencji w latach 2012–2014 | nie rozegrano tej konkurencji w latach 2012–2014 |
| ------------------------------------------------ | ------------------------------------------------ | ------------------------------------------------ | ------------------------------------------------ | ------------------------------------------------ |
| 2015                                             | Anastasija Szpilewaja / Grigorij Smirnow         | Kimberly Wei / Ilias Fourati                     | Yana Bozhilova / Kaloyan Georgiev                | [ 18 ]                                           |
| nie rozegrano tej konkurencji w latach 2016–2017 |                                                  |                                                  |                                                  |                                                  |

## Medaliści w kategorii juniorów młodszych

### Soliści (N)
| Rok  | Złoto               | Srebro            | Brąz                | Wyniki |
| ---- | ------------------- | ----------------- | ------------------- | ------ |
| 2012 | Efe Gorkmen         | Melisa Sema Atik  | brak zawodników     | [ 15 ] |
| 2013 | Daniel Grassl       | Adam Siao Him Fa  | Başar Oktar         | [ 16 ] |
| 2014 | Başar Oktar         | Alexander Zlatkov | Emanuele Indelicato | [ 17 ] |
| 2015 | Jewgienij Semenenko | Vasil Dimitrov    | Lotfi Sereir        | [ 18 ] |
| 2016 | Francois Pitot      | Alp Eren Ozkan    | brak zawodników     | [ 19 ] |
| 2017 | Francois Pitot      | Ilia Gogitidze    | Emanuele Indelicato | [ 20 ] |

### Solistki (N)
| Rok  | Złoto                 | Srebro             | Brąz                      | Wyniki |
| ---- | --------------------- | ------------------ | ------------------------- | ------ |
| 2012 | Ecem Ulker            | Simona Gospodinova | Monika Yordanova          | [ 15 ] |
| 2013 | Alexandra Feigin      | Julie Froetscher   | Minori Yuge               | [ 16 ] |
| 2014 | Lucrezia Gennaro      | Alexandra Feigin   | İlayda Bayar              | [ 17 ] |
| 2015 | Jelizaweta Nugumanowa | Alexandra Feigin   | Oceane Piegad             | [ 18 ] |
| 2016 | Maria Levushkina      | Oceane Piegad      | Eliza Pancheva            | [ 19 ] |
| 2017 | Kimmy Repond          | Maria Levushkina   | Anna Dea Gulbiani-Schmidt | [ 20 ] |